# レインジャー7号
レインジャー7号(英語: Ranger 7)はNASAのレインジャー計画で製作され、打ち上げられた月探査機。レインジャー計画は月面への衝突前に月面の近接写真を撮る計画であったが、7号は撮影と転送に成功した初めての機体である。1964年7月28日に打ち上げられ、月衝突軌道に乗り、衝突前の数分間に高解像度画像の転送に成功した。設計はブロック3系統の他機と同じであり、6台のビジコンカメラ、2台の広角カメラ、4台の狭隅角カメラが積まれており、信頼性を高めるために電源、制御、通信に関してそれぞれ独立していた。カメラ以外の装置は特に積み込まれていなかった。

## 設計
レインジャー6号以降9号までの機体はブロック3といわれる形式になっており、よく似た形式になっている。7号も6号と同じく推進ユニットの上に6角の台座があり、その上に円筒部分が載っている。下部には展開式の太陽光パネルと高利得パラボラアンテナがついており、円筒部の先端部が準無指向性の低利得アンテナになっている。コース中間での姿勢制御はヒドラジンを推進剤とするエンジンによって行われる。電源は銀亜鉛電池と太陽光発電パネルを元とした。

## 経過
打ち上げに使われたアトラス・アジェナはアトラス250DとアジェナB6009で、打ち上げは予定通りに進み、アジェナとレインジャー7号は宇宙待機軌道に投入された。半時間後、アジェナロケットに2度目の点火が行われ、月遷移軌道へと投入された。アジェナロケットからの切り離しの後、太陽電池パネルを展開、姿勢制御システムが作動開始し、通信機が無指向性アンテナから高利得アンテナに切り替えられた。予定されていた中間軌道修正とロケット噴射は翌日29日の10:27分に開始された。飛行中の唯一の異常は、打ち上げ後にケープ・ケネディのDSIF追跡所によるロックが外れて相互通信を喪失したことである。
レインジャー7号は7月31日に月に到着した。Fチャンネルは衝突18分前に1分間のウォームアップの後に動作を開始した。最初の画像は13:08:45 UTに月から2110kmの位置で撮影され、中央右にアルフォンススクレーターが写っていた。その後、月面衝突までの17分間、4308枚の高画質写真が撮影された。最後の画像は月面から0.5kmの距離で撮られたもので、38cm程度の大きさのものまで判別可能な画像となった。
最後には月面に順行の双曲線軌道で向かい、入射漸近方向で月の赤道から-5.57度の角度で衝突した。軌道面は月の赤道に対して26.84度傾いていた。レインジャー7号は68.6時間の飛行後、13:25:48.82 UTに雲の海と嵐の大洋の間、現在既知の海と呼ばれている月面座標南緯10.35、東経339.42の場所に秒速2.62kmのスピードで衝突した。（当初の報告では南緯10.63、東経339.34度とされていた。）これによってレインジャー計画で初めてミッション目標である月面画像の取得に成功した。

## 関連画像
- レインジャーブロック3のカメラ配置
- 打ち上げの様子
- レインジャー7号が捕らえた最初の画像。
- レインジャー7号最後の写真。

## 註
1. 1 2 3 4  National Space Science Data Center, Ranger 7, NSSDC ID: 1964-041A

## 参照
- “National Space Science Data Center - Ranger 7”.   National Air and Space Administration. 2012年5月24日閲覧。